# Celama infantula
Celama infantula är en fjärilsart som beskrevs av Baldwin Martin Kittel. Celama infantula ingår i släktet Celama och familjen trågspinnare. Inga underarter finns listade i Catalogue of Life.